# Hylaeus punctulatissimus
Hylaeus punctulatissimus är ett solitärt bi som är medlem av familjen korttungebin och släktet citronbin.

## Beskrivning
Hylaeus punctulatissimus har en svart grundfärg. Vad som avviker är de ljusa markeringarna i ansiktet, hos honan i form av långa, blekgula sidofläckar, hos hanen dessutom med vita käkar och ibland en liten vit fläck mitt på överläppen. Antennernas undersidor avviker också genom sin mörkgula färg, och alla skenbenen har små blekgula fläckar överst. Första tergiten har ett tydligt, vitt hårband på sidorna. Honan är 7 till 8 mm lång, hanen 6 till 8 mm.

## Ekologi
Arten förekommer i varma, öppna landskap som dyner, vingårdar, handelsträdgårdar med lök och purjolök, trädgårdar och vägrenar. Flygtiden infaller från sent i maj till slutet av augusti. Arten är starkt specialiserad (oligolektisk) vad gäller pollen, som den endast hämtar från lökar i familjen amaryllisväxter. Nektar kan den även hämta från vit sötväppling (familjen ärtväxter) och druvfläder (desmeknoppsväxter). Larvbona inrättar den främst i gamla skalbaggsgångar i trä. Andra lokaler för bona är i ihåliga växtstänglar.

## Utbredning
Arten finns i Syd- och Mellaneuropa upp till Tyskland som nordgräns, samt vidare österut till Kaukasus, Turkiet, Israel, Iran och Azerbajdzjan. Enda skandinaviska fynden är från Danmark, men de är från tidigt 1900-tal. Den fanns tidigare troligtvis även i Storbritannien, baserat på två osäkra, mer än 100-åriga fynd, men sedan åtminstone tidigt 1990-tal betraktas den som utdöd där.